# Wang Wei
Wang Wei (王維; 699–759) was een Chinees kunstschilder, dichter, kalligraaf en musicus uit de Tang-periode. Zijn omgangsnaam was Mojie (摩詰). Hij speelde een grote rol in de ontwikkeling van de shan shui-landschapsschilderkunst en was een van de beroemdste dichters van zijn tijd.

## Biografie
Wang Wei groeide op in een welgestelde familie in het huidige Yongji, een stad in de provincie Shanxi. Hij was de oudste van vijf broers. Op negentienjarige leeftijd vertrok Wang naar de keizerlijke hoofdstad Chang'an, dat toentertijd een kosmopolitische stad was. Hier behaalde hij in 721 de prestigieuze jinshi-graad in het Chinees examenstelsel, waarschijnlijk vooral door zijn muzikale talenten. Hierdoor verkreeg Wang reeds op jonge leeftijd een voorname positie onder de literati.

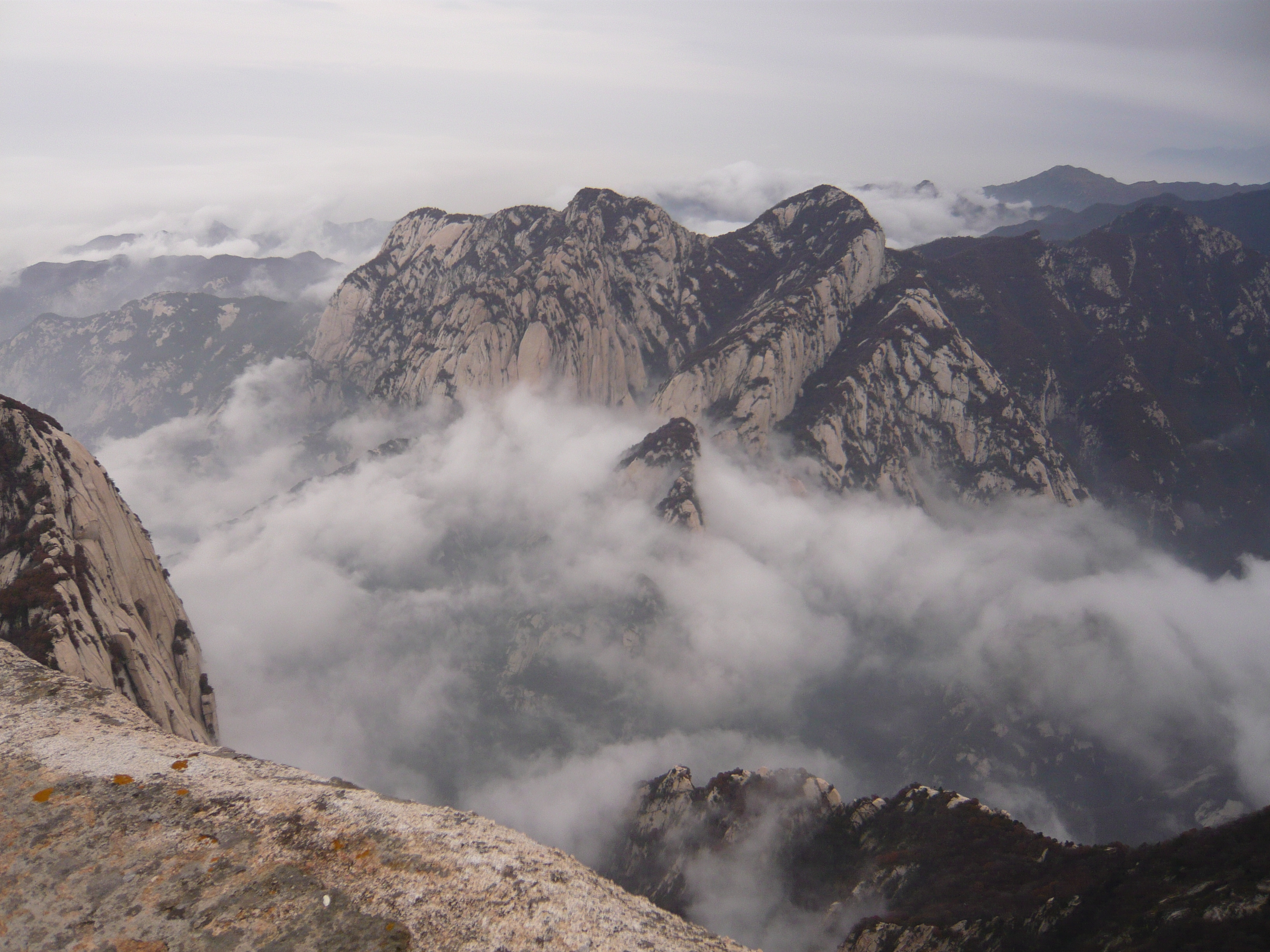
Wang Wei bracht een groot deel van zijn leven door in het Qinling Shan-gebergte

Wang kreeg een hoge functie aan het hof, maar werd kort daarop gedegradeerd. Hij werd voor een onbelangrijke positie naar Jizhou in de provincie Hebei gestuurd. In 734 werd hij weer in Chang'an ontboden, waar hij een functie kreeg in het censoraat. Wang betrok een villa in Lantian, ten zuiden van de hoofdstad, en maakte vanuit daar veel voetreizen door het Qinling Shan-gebergte.
In 756 werd Chang'an bezet door de rebellenleider An Lushan (ca. 703–757). Keizer Tang Xuanzong en zijn hofhouding wisten te ontvluchten, maar Wang was door dysenterie niet in staat om te reizen. Hij werd door de rebellen gevangen genomen en naar hun hoofdkwartier in Luoyang gebracht. Hier werd hij gedwongen om een administratieve post te vervullen.
Toen de keizerlijke troepen in 758 Chang'an en Luoyang heroverden, werd Wang gearresteerd op last van verraad. Zijn broer Wang Jin (王縉) was een hoge keizerlijke ambtenaar en wist met succes voor hem te bemiddelen. Daarnaast werd een gedicht als bewijsstuk aangevoerd dat Wang had geschreven in zijn periode van gevangenschap. Hierin had hij zijn loyale gevoelens voor de Tang-heerschappij verwoord.
Na zijn rehabilitatie kreeg Wang een lagere functie aan het hof dan hij vóór de rebellenopstand bekleedde. Maar in de daaropvolgende jaren klom hij op tot vice-premier. Nadat Wang zijn moeder in de dood had verloren, trok hij zich terug in zijn villa in Lantian. Hier wijdde hij zich aan de studie van het boeddhisme. Het berglandschap inspireerde Wang voor een groot aantal van zijn bekendste gedichten.

## Werken

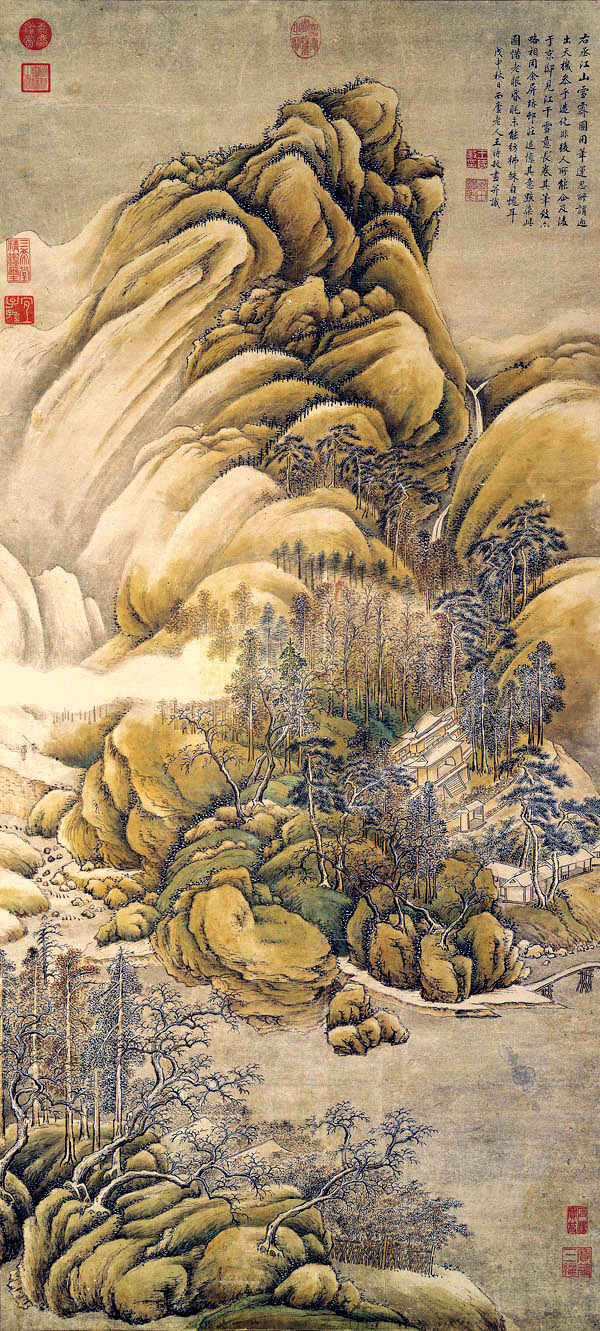
Naar Wang Wei's "Sneeuw boven rivieren en bergen" (1668) door Wang Shimin, hangende rol met gewassen inkt en kleur op papier, collectie Nationaal Paleismuseum

In de periode na zijn dood heeft Wang Wei een iconische status verworven. Zijn werken worden gewaardeerd om de combinatie van innovatieve technieken en traditionele thema's.

### Dichtkunst
Wang vervaardigde afzonderlijke dichtwerken, maar voorzag ook zijn schilderingen van gekalligrafeerde gedichten. Hij wordt naast Li Bai (701-762) en Du Fu (712-770) genoemd als een van de grootste dichters van de Tang-dynastie. Vrijwel elke bloemlezing van Chinese poëzie bevat enkele werken van Wang. Zo bevat de bundel Driehonderd Tanggedichten 29 van zijn gedichten.

### Schilderkunst
De schilderkunst van Wang Wei kan alleen gereconstrueerd worden aan de hand van hedendaagse archieven en overgeleverde kopieën van zijn schilderijen. Waarschijnlijk bestond zijn oeuvre uit diverse onderwerpen, maar hij is vooral bekend om zijn monochrome landschappen. In navolging van Wu Daozi (actief: 710–760) paste Wang gewassen inkt in zijn landschappen toe. Voor zijn sneeuwlandschappen gebruikte hij de pomo-techniek (破墨, 'het inkt breken'), waarbij de inkt in brede penseelstreken op het werk worden aangebracht. Nog steeds wordt deze techniek met Wang geassocieerd. Ook was Wang naar verluidt de eerste Chinese kunstschilder die kleur combineerde met gewassen inkt.
Met zijn werk speelde Wang een belangrijke rol in het ontwikkelen van de Chinese shan shui-landschapsschilderkunst. Zijn kunst had een significante invloed op latere meesters, waaronder Dong Yuan (ca. 934–ca. 962) en Wang Meng (1308–1385). Volgens de schilder en kunstcriticus Dong Qichang (1555–1636) legde Wang de basis voor de Zuidelijke School, een expressieve stroming van onafhankelijke literati.
- Bibsys: 98021323
- Biblioteca Nacional de España: XX1770531
- Bibliothèque nationale de France: cb11928871x (data)
- Catàleg d'autoritats de noms i títols de Catalunya: 981058529854106706
- CiNii: DA01063083
- Digitale Bibliotheek voor de Nederlandse Letteren: wang006
- Gemeinsame Normdatei: 118806130
- International Standard Name Identifier: 0000 0001 2122 9769
- Library of Congress Control Number: n80093368
- Nationale Bibliotheek van Letland: 000234346
- MusicBrainz: 7b6616dc-35d4-44e6-a27b-e2c67cfc9fc2
- National Central Library: 002191131
- Bibliotheek van het Japanse parlement: 00324321
- Nationale Bibliotheek van Tsjechië: jn20000605510
- Nationale bibliotheek van Australië: 36730186
- Nationale Bibliotheek van Israël: 987007269501205171
- Nationale Bibliotheek van Polen: a0000002971984
- Nationale en Universitaire bibliotheek Zagreb: 000456624
- Nederlandse Thesaurus van Auteursnamen: 140755055
- Réseau des bibliothèques de Suisse occidentale: 02-A000175128
- LIBRIS: 273443
- Système universitaire de documentation: 027192687
- Trove: 1028254
- Union List of Artist Names: 500327910
- Virtual International Authority File: 19685700
- WorldCat: E39PBJyCJYJJ79YhMyKpxqrDv3